# San José de Guaribe (Bezirk)
San José de Guaribe ist ein Bezirk (Municipio) im Bundesstaat Guárico in den Llanos Venezuelas.
Das Municipio hat eine Bevölkerung von etwa 149.313 Einwohnern auf einer Fläche von 835 km². Der Hauptsitz ist San José de Guaribe.

## Geographie
Der Bezirk ist meistens bergig, mit einigen Ebenen. Die Durchschnittshöhe beträgt 225 Meter über dem Meeresspiegel.
Der Guaribe-Fluss entsteht von der Gabelung der Guaribito- und der Guaribote-Flüsse. Der Guaribe strömt in den Unare-Fluss, der wiederum in die Karibik mündet.

## Wirtschaft
Die Wirtschaftskraft der Gemeinde liegt vor allem auf der Landwirtschaft.